# Вальдбург
Вальдбург (нім. Waldburg) — громада в Німеччині, знаходиться в землі Баден-Вюртемберг. Підпорядковується адміністративному округу Тюбінген. Входить до складу району Равенсбург.
Площа — 22,70 км2. Населення становить 3180 ос. (станом на 31 грудня 2020).